# Rąbiń
Rąbiń (prononciation : [ˈrɔmbiɲ]) est un village polonais de la gmina de Krzywiń dans le powiat de Kościan de la voïvodie de Grande-Pologne dans le centre-ouest de la Pologne.
Il se situe à environ 10 kilomètres au nord de Krzywiń (siège de la gmina), à 16 kilomètres à l'est de Kościan (siège du powiat) et à 39 kilomètres au sud de Poznań (capitale régionale).

## Histoire
De 1815 à 1919, Rombin fait partie de l'arrondissement de Kosten dans le district de Posen de la province de Posnanie.
De 1975 à 1998, le village faisait partie du territoire de la voïvodie de Leszno.

Depuis 1999, Rąbiń est situé dans la voïvodie de Grande-Pologne.